# Foodblog
Een foodblog is een website of online platform dat zich richt op het delen van informatie, recepten, culinaire ervaringen en andere gerelateerde content met betrekking tot voedsel. Foodbloggers, ook wel bekend als foodies, gebruiken deze platforms om hun passie voor eten te delen met een breder publiek.
Het woord "foodblog" is uit de Engelse taal afkomstig, met als betekenis een weblog over voedsel en koken. Een van de eerste foodblogs was Chowhound dat al in juli 1997 actief was.

## Kenmerken
Foodblogs variëren in hun opzet en inhoud, maar de meesten bieden gedetailleerde recepten met stapsgewijze instructies, gefotografeerd voedsel en persoonlijke verhalen of ervaringen van de blogger. Daarnaast kunnen foodblogs ook informatie bevatten over voedseltrends, culinaire reizen, recensies (van producten of restaurants) en tips voor restaurants of specifieke diëten.

## Doel
Het doel van een foodblog is om mensen te inspireren en te informeren over voedsel. Foodbloggers willen hun lezers aanmoedigen om nieuwe gerechten te proberen, keukenvaardigheden te ontwikkelen en te genieten van de culinaire wereld. Ze delen hun liefde voor eten en creëren een gemeenschap van gelijkgestemde individuen die geïnteresseerd zijn in koken, bakken en het ontdekken van nieuwe smaken.